# Українська Жіноча Варта
Украі́нська жіно́ча ва́рта — всеукраїнська добровільна жіноча організація парамілітарного напрямку, що надає юридичну, психологічну, інтеграційну та консультаційну допомогу жінкам і жіночим громадам на території України.
Організація постійно надає правничу допомогу жінкам в армії та їхнім родинам, займається просвітницькою діяльністю і сприяє утворенню жіночих соціальних підприємств. 

## Історія
Заснована в середині 2014 року, організація займається просвітницькою діяльністю, зокрема навчанню тактиці та виживанню, надає знання про самозахист і економічну безпеку. На початку діяльності «Українська жіноча варта» зосереджувалася на проблемах жінок у Збройних силах України, захисті прав жінок в армії, створенні та поширенні військової, домедичної, психологічної літератури, а також на організації масових занять і навчань для жінок.
З початком російсько-української війни «Українська жіноча варта» організовує і проводить навчання для жінок із домедичної і тактичної медицини, загальновійськової підготовки, психологічної допомоги, протимінної безпеки і самооборони. Крім того, організація навчає виживати в місті під час бойових дій та в інших кризових ситуаціях.
Станом на 2023 рік навчання пройшли понад 70 000 жінок на всій території України у віці від 14 до 70 років, певна кількість з яких згодом вступає до регулярної армії. Велика кількість[скільки?] членкинь організації бере участь у бойових діях і займається волонтерською діяльністю.
Як всеукраїнська громадська організація зарєстрована 14 жовтня 2014 року і діє під головуванням адвокатки Олени Білецької. Найбільші філії організації розташовані в Києві, Харкові, Дніпрі та Одесі.

## Діяльність
З часом було запроваджено освітні та просвітницькі програми для жінок, що втратили членів родини на війні, мають рідних які отримали поранення, або беруть участь у бойових діях, є внутрішньо переміщеними особами чи мають статус «діти війни». Програми спрямовані на відновлення довіри у суспільстві, заохочення жінок загалом, і жіночих громад до самозайнятості, співпраці та розвитку діяльності, що забезпечує жінці чи громаді сталий дохід, зокрема через створення проєктів спільної дії (кооперації) та соціального підприємництва.
2014 року УЖВ народжується у важкі дні московської агресії проти України. Українська Жіноча Варта проводить масові вишколи та навчання із загальної військової підготовки, виживання в умовах війни, парамедицини для жінок по всій території України (Київ, Харків, Старобільськ, Львів, Дніпро, Луцьк, Одеса, Полтава, Вінниця тощо). УЖВ стала першою організацією яка порушила питання щодо розширення бойових посад для жінок в ЗСУ. УЖВ розпочинає професійні військові вишколи для жінок та дівчат у співпраці з Міністерством оборони України. Загалом у 2014 навчання УЖВ пройшли близько 5000 жінок.
Починає працювати Волонтерська, Інженерна та Інформаційні служби УЖВ.
З 2015 щомісяця видається бойовий листок «На варті», який розповсюджується серед військовослужбовців/-виць у зоні бойових дій.[джерело?]
У 2015 році спільно з кафедрою організації медичного забезпечення Української військово-медичної академії та за участі Військово-медичного департаменту Міноборони України, УЖВ взяла активну участь у розробці першого Стандарту підготовки «Фахова підготовка санітарного інструктора роти (батареї)». Стандарт погоджено Центром оперативних стандартів і методики підготовки ЗСУ та затверджено наказом директора Військово-медичного департаменту МО України №64 від 31 серпня 2015 року.[джерело?]
УЖВ створила школу парамедичної підготовки ЯСЕН, що розташовується в селі Шкарівка Київської області, а також проєкт Ясенський млин та музей хліба у селі Ясень Рожнятівського району Івано-Франківської області. Заплановано створити Центр відпочинку та реабілітації ПОСІЧ у селі Посіч Івано-Франківської області для соціальної реабілітації та відпочинку жінок, що втратили члена родини на війні, а також для дітей війни та жінок, що були вимушені залишити свої домівки.
Посилено співпрацю з Національною гвардією Естонії.
2016 року УЖВ впроваджує регулярні заняття із самооборони для жінок та дівчат. Організація також проводить масові тренінги з виживання в міських умовах та правил поведінки у випадку воєнних дій, надзвичайних ситуаціях техногенного чи природного походження для цивільного населення. Проводить програму підготовки своїх сертифікованих інструкторів із парамедицини у співпраці з Українською військово-медичною академією МО України.
2017 року інструктори УЖВ регулярно працюють з військовими підрозділами та проводять тренінги для цивільного населення. Українська Жіноча Варта розпочинає освітні та соціальні програми по всій Україні для жінок, у яких є загиблі, зниклі безвісти, скалічені члени родини або такі, що потрапили у полон на війні, а також для жінок, що мають членів родини, які беруть участь у бойових діях чи є внутрішньо-переміщеними особами, чи дітьми війни. 
У 2019 році Українська Жіноча Варта активно долучається до роботи Національного Форуму «Трансформація України» в соціальному секторі. Активно проводить міжнародну діяльність.
2020 року УЖВ стає співзасновницею Українського дослідницького соціального консорціуму –  Всеукраїнської незалежної науково – дослідницької та навчально-практичної мережі, яка об’єднала 35 університетів та ВНЗ по всій території України    
УЖВ не припиняє жодного зі своїх проєктів, наскільки це можливо в умовах пандемії.
З 2022 року Інформаційна служба Української Жіночої Варти для сайту з 24 лютого щоденно готує:
Оперативні новини про війну в Україні (українською та англійською) та розсилає мережею міжнародних контактів (дипломати, військові, політики, журналісти, іноземні ЗМІ). За підсумками 2022 року, сайт Українська Жіноча Варта посів друге місце в рейтингу найкращих блогів про українську війну за версією Feedspot. Зазначимо, що блог Financial Times «War in Ukraine» посів 4 місце, The New York Times «Russia Ukraine War» – 7 місце, а BBC «War in Ukraine» – 8 місце. Усього в рейтингу відзначено 40 найкращих блогів про війну в Україні. Feedspot – це база з понад 250 тисяч активних блогерів, влогерів та подкастерів у Youtube та Instagram в 1500 нішевих категоріях. 
Спільно з Українським Інститутом національної пам’яті Українська Жіноча Варта запустили інтерактивну карту з інформацією про події широкомасштабного російського вторгнення в Україну. Адреса сайту: https://wartoday.info/. 
На інтерактивній карті систематизується інформація про:
- втрати окупаційних військ: знищену техніку та живу силу ворога,
- полонених окупантів,
- воєнні злочини, викрадення людей, мародерство росіян в Україні,
- українських біженців,
- спротив мешканців, які опинилися на тимчасово окупованих територіях.Дані постійно оновлюються та перекладаються трьома мовами.

У 2023 році Українська Жіноча Варта в Бородянській територіальній громаді відкрила УЖВ ХАБ – безпечний та надійний простір для жінок, які постраждали від війни та російської окупації.

## Після вторгнення Росії 2022
Напередодні російського вторгнення в лютому 2022 спостерігався сплеск попиту серед жінок на курси самооборони та виживання. На два тренінги УЖВ "Як вижити в місті у випадку воєнних дій та надзвичайних ситуацій" перед вторгненням записалося 2400 жінок. На заплановані 26 і 27 лютого тренінги надійшло понад 1500 запитів. «За останні кілька годин ми отримали сотні запитів на нові курси підготовки до нападу. Протягом кількох тижнів нам дзвонять з усієї країни, ми також активували онлайн-курси» – розповіла Білецька в інтерв'ю 23 лютого.
Військовий курс, який активістки УЖВ закінчили за кордоном і проходили в Україні, адаптували для цивільних і продовжують проводити після вторгнення. "Ми перейняли та акумулювали досвід інших країн, які були в облозі, які пережили військові дії та кризову ситуацію. З досвіду інших людей ми розповідаємо, що важливо в таких ситуаціях мати, розуміти, знати і робити", — розповіла Білецька. «Тут ми навчаємо основам бою та виживання. Самооборона, а також як підготувати аварійний комплект, знайти воду та їжу, захистити дітей, літніх людей у разі конфлікту». Навчають чотирьом основним принципам виживання: образу мислення, тактиці, навичкам і спорядженню. Як складати план, як об’єднуватися, як створювати локальні мережі за місцем проживання, як освоїти нові навички та відточити вже набуті, а також супутня додаткова інформація.
|                                                                   | Світ пише, що Україна ось-ось піде на війну, насправді ми в ній вже вісім років. Ми бачили, що сталося в Криму і що відбувається на Донбасі: це наша земля, і ми повинні її захищати. Путін хотів бачити нас у черзі за їжею, він хотів, щоб ми стояли на колінах. Єдині черги – це ті, що біля магазинів, де продають боєприпаси. Зараз ми готові. |
| — Олена Білецька в інтерв'ю італійському медіа, 23 лютого 2022 р. | |